# Exomala campestris
Exomala campestris är en skalbaggsart som beskrevs av Pierre André Latreille 1804. Exomala campestris ingår i släktet Exomala och familjen Rutelidae. Inga underarter finns listade i Catalogue of Life.